# Dio Brando
Dio Brando (jap. ディオ・ブランドー Dio Burandō; w japońskim wydaniu mangi od części trzeciej zapisywany jako "DIO") – fikcyjna postać stworzona przez Hirohiko Arakiego jako antagonista części pierwszej, Phantom Blood, serii mang JoJo's Bizarre Adventure, która zadebiutowała w 1987 r. Występuje w części 1 oraz 3, ale został uznany za głównego złego bohatera całej serii, ponieważ nawet po jego śmierci w świecie JoJo są odczuwalne skutki jego działań.
Imię Dio jest nawiązaniem do ikony heavy metalu, Ronniego Jamesa Dio i jego zespołu, Dio.

## Aktorzy głosowi
Dio miał wielu różnych aktorów głosowych w różnych typach mediów. Pierwszy raz głosu użyczył mu Norio Wakamoto w 1993 r., a następnie Nobuo Tanaka w OVA i Isshin Chiba w grze wideo z 1998 r. W grze wideo Phantom Blood oraz filmie animowanym z 2007 roku głosu użyczyli mu Kenji Nojima i Hikaru Midorikawa, odpowiednio jako młodsza i starsza wersja. W anime z 2012 roku i wszystkich późniejszych mediach jemu i jego odpowiednikowi ze Steel Ball Run - Diego, głosu użyczył Takehito Koyasu.
Dio miał dwóch angielskich aktorów głosowych; w OVA jego głosu użyczył Kid Beyond i przez Patricka Seitza w anime telewizyjnym.

## Odbiór
Dio ogólnie otrzymał pochwały od różnych recenzentów mangi, anime i innych mediów; większość chwaliła jego przerażającą, złą osobowość, która czyni go atrakcyjnym antagonistą, a także jego wpływ na resztę serii. Rebecca Silverman z Anime News Network zauważa, że jego dalekosiężny wpływ na całą serię działa szczególnie dobrze jako ostry kontrast z jego skromnymi początkami. Jacob Chapman nazwał go „jednym z najwspanialszych superzłoczyńców, jakie kiedykolwiek wymyślono w jakimkolwiek medium”. Can Hoang Tran z The News Hub uważa, że pojawienie się Dio w reanimowanej wersji Stardust Crusaders z 2014 r. było siłą napędową sukcesu serii, później nazywając go najbardziej satysfakcjonującą postacią do grania w grach wideo z tej serii. Dallas Marshall z Green Tea Graffiti pisze, że bezpośredni zamiar Arakiego, by wzbudzić w czytelniku nienawiść wobec Dio, zadziałał prosto i bezbłędnie, przytaczając decydujący moment, jakim było spalenie żywcem psa głównego bohatera.